# 金比里區
金比里區（西班牙語：Distrito de Kimbiri），是秘魯的一個區，位於該國南部庫斯科大區的拉孔本西翁省，始建於1990年5月4日，面積1,134.69平方公里，海拔高度1,600米，2005年人口14,442，人口密度每平方公里13人。